# Stoderzinken

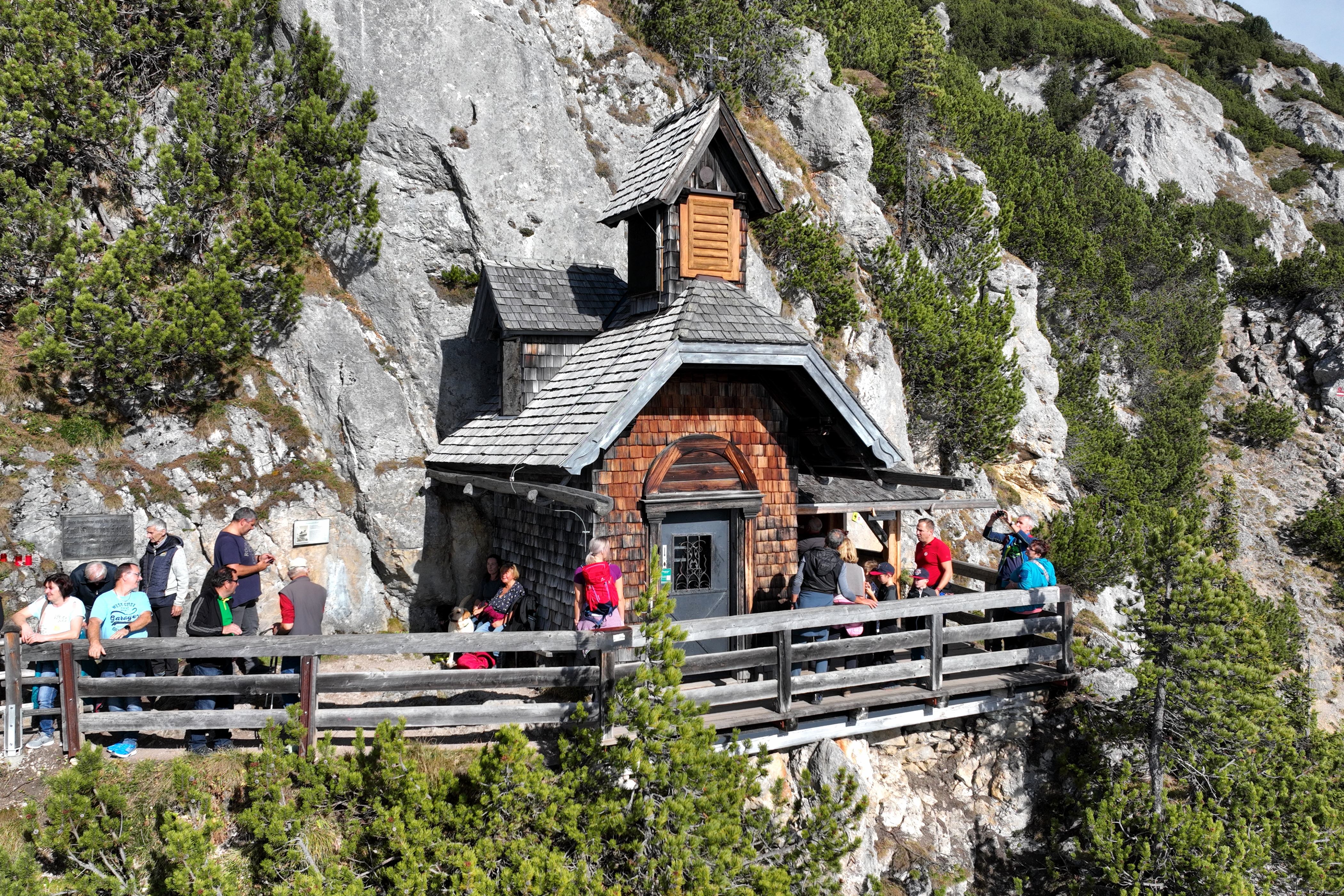
Kapell vid Stoderzinken

Stoderzinken är ett berg i Österrike.   Det ligger i distriktet Liezen och förbundslandet Steiermark, i den centrala delen av landet, 210 km väster om huvudstaden Wien. Toppen på Stoderzinken är 2 048 meter över havet.
Terrängen runt Stoderzinken är kuperad norrut, men söderut är den bergig. Närmaste större samhälle är Schladming, 11,6 km sydväst om Stoderzinken. 
I omgivningarna runt Stoderzinken växer i huvudsak blandskog. Runt Stoderzinken är det ganska glesbefolkat, med 25 invånare per kvadratkilometer.